# Jean-Baptiste Mazoyer
Pour les articles homonymes, voir Mazoyer.
Jean-Baptiste Mazoyer, né le 8 septembre 1980 à Saint-Etienne, est un humoriste, comédien, auteur, metteur en scène et bruiteur français.

## Biographie
Jean-Baptiste Mazoyer commence sur les planches à St-Etienne chez Lili Barbier avec la compagnie Salon Marengo.
Pendant plusieurs années, il joue dans diverses pièces de théâtre et travaille pour l'Institut National du music-hall. Il se lance ensuite dans le one-man show et le stand-up. Depuis 2015, il fait aussi de la radio et en 2016, il écrit un livre, Comment devenir un père presque parfait.

## Carrière

### Spectacles
- 2012 : Le Jibe show
- 2013 : Jibe fait du bruit[2]
- 2015 : Un père presque parfait
- 2016 : Bien fait !

### Théâtre
- 2010 : Des soucis et des potes
- 2012 : Arrête ton cinéma au théâtre les Feux de la Rampe
- 2015 : Le mariage nuit gravement à la santé de Pierre Léandri et Elodie Wallace

### Radio
- 2015 : Auteur pour Fun radio Belgique[3]

### Télévision
- 2014 : La France a un incroyable talent

### Cinéma
- 2010 : Le départ d'Ulysse de Jean Nagel[4]

### Littératures
- 2016 : Comment devenir un père presque parfait
- 2018 : A la recherche du sandwich perdu
- 2019 : Je t'aime...mais casse-toi !

### Récompenses
- 2013 : Grand prix du Festival National des Humoristes[5]
- 2015 : Prix d'écriture SACEM Festival du souffleur d'Arundel